# Vêtement traditionnel azerbaïdjanais
 (novembre 2017).
Si vous disposez d'ouvrages ou d'articles de référence ou si vous connaissez des sites web de qualité traitant du thème abordé ici, merci de compléter l'article en donnant les références utiles à sa vérifiabilité et en les liant à la section « Notes et références ».

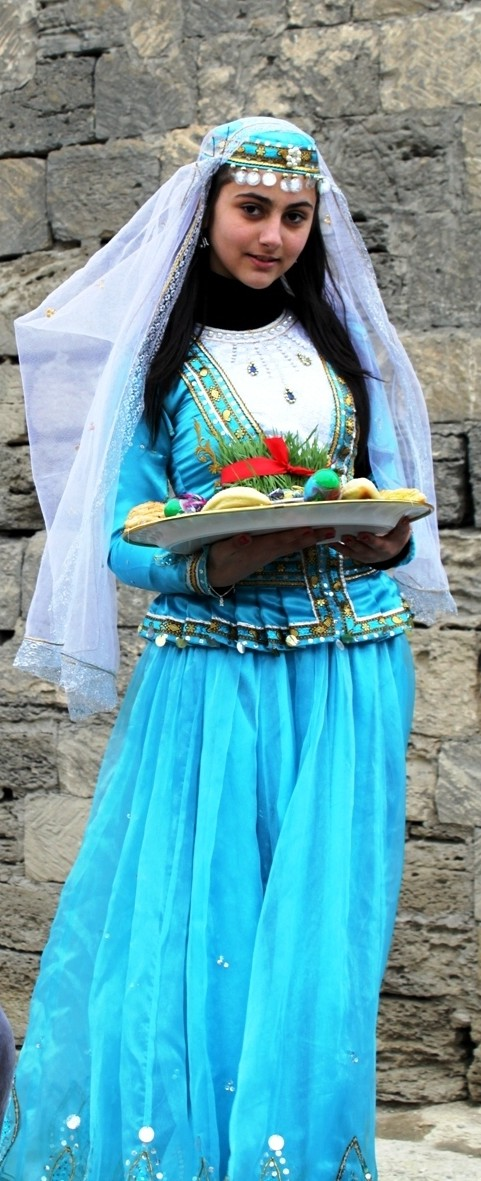
Jeune fille azerbaïdjanaise en costume national à la fête de Novrouz à Bakou.

Le vêtement traditionnel azerbaïdjanais (en azéri : Azərbaycan Milli geyimləri) s'est développé à la suite de longs processus de culture matérielle et religieuse du peuple azerbaïdjanais. Il est étroitement lié à son histoire et reflète ses spécificités nationales ainsi que son enracinement dans la culture du Caucase.

## Généralités
Les caractéristiques ethnographiques, historiques et artistiques de la créativité nationale, qui ont également servi à la création de formes déterminées, se reflètent dans les costumes. Les arts azerbaïdjanais se rappellent aussi d'ornements de costume avec des broderies artistiques, en tissage et en tricot.
Au XVIIe siècle, le territoire de l'Azerbaïdjan moderne était considéré comme les principales régions de sériciculture du Proche-Orient et Şirvan était la principale région de sériciculture. Les soies ont été produites à Şamaxı, Basqal (az), Gandja, Shaki, Chouchi et dans d'autres régions. Des textiles fins, des foulards en soie pour les femmes avec des ornements et d'autres ont été produits dans ces villes.
Le style de vêtements reflète l'état matrimonial et l'âge de son propriétaire. Par exemple, le costume d'une fille et d'une femme mariée étaient différents ; les jeunes femmes portaient des robes plus colorées.
Depuis le XXe siècle, les costumes nationaux en Azerbaïdjan sont portés principalement dans les villages. Presque toutes les danses nationales sont réalisées en costumes nationaux.
Les costumes traditionnels connaissent des variations régionales, comme illustrées par une série de timbres des costumes du XIXe siècle émise en 2004 par l’Azerbaïdjan :

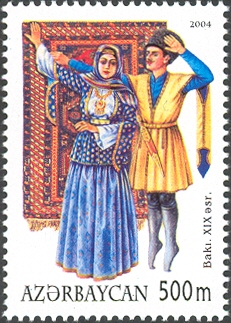
Costumes traditionnels de Bakou.
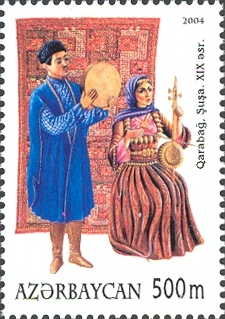
Karabagh.
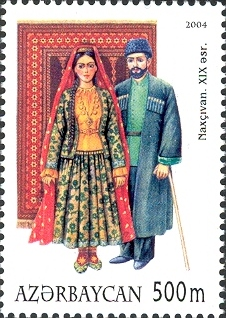
Nakhitchevan.
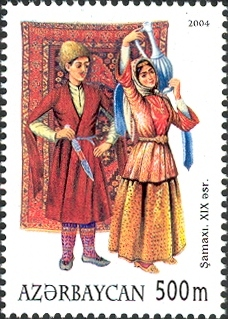
Şamaxı.

## Hommes

### Coiffes
Le papaq était considéré comme un symbole de courage, d'honneur et de dignité des hommes en Azerbaïdjan et le perdre était considéré comme une honte. Le larcin de papaq était considéré comme une action hostile contre son propriétaire. Il était possible d'insulter un homme et sa famille en faisant choir le papaq de sa tête. Le rang social du propriétaire du papaq se reflétait dans sa forme. Les hommes ne quittaient jamais leurs papaqs (même pendant le dîner), excepté pour les ablutions avant la salat. Apparaître dans les lieux publics sans coiffure était considéré comme une action indécente.
- Chiche papaq (ou bey papagi - « papaq du bey ») - était en forme de cône ou à bout pointu. Selon le nom de la matière, dont il était cousu, ils avaient un nom général - Bukhara papaq, une fourrure qui a été apportée de Boukhara. Il était porté seulement par les représentants de l'aristocratie et aussi des gens prospères. Ce genre de papaq était typique de l'aristocratie citadine.
- Dagga (tagga) papaq - s'est propagé à dans l'ouiezd de Noukha. Son sommet était cousu de velours.
- Bachlyk - composé de capuche et de longues extrémités arrondies, enroulées autour du cou. En hiver était porté un bachlyk fait de tissu et de laine. Les bachlyks en laine de chameau, dont la doublure était cousue de soie colorée, étaient particulièrement appréciés à Şirvan parce que lorsque les oreilles de bachlyk étaient jetées sur les épaules, la doublure était visible. Généralement bachlyk était accompagné de yapinji.
- Arakhtchin - était porté sous d'autres coiffures (papaq, tchalma pour les femmes). C'était un couvre-chef traditionnel des Azerbaïdjanais et était largement répandu déjà au Moyen Âge.
- Emmame - (type de tchalma) existait chez les personnes religieuses (mollahs, sayyids, cheikhs et autres).

### Chaussures
- Djorab - des chaussettes en laine étaient largement répandues en Azerbaïdjan.
- Tcharig - les chaussures de tous les jours en cuir ou en cuir brut étaient portées par les villageois. Les résidents de la ville portaient des chaussures en cuir. Des bottes étaient répandues parmi les aristocrates.

## Vêtements pour femmes
Le costume féminin national des Azerbaïdjanaises est composé de vêtements et de sous-vêtements. Il comprend un châle en forme de tchadra et un voile - rubend, qui était porté par les femmes en plein air. Les vêtements étaient cousus de textiles vifs et colorés, dont la qualité dépendait des revenus de la famille. Les vêtements comprenaient également une variété de bijoux différents. Contrairement aux aînés, les jeunes femmes portaient des vêtements plus brillants avec des fleurs brillantes.

### Chaussures
Les femmes portent traditionnellement des chaussettes nommées djorab (en). Les chaussures sont des chaussures sans lacets comme pour les hommes.